# St. Johns (Ohio)
St. Johns – jednostka osadnicza w Stanach Zjednoczonych, w stanie Ohio, w hrabstwie Auglaize.